# ジョー・ハート
チャールズ・ジョセフ・ジョン・"ジョー"・ハート（Charles Joseph John "Joe" Hart、1987年4月19日 - ）は、イングランド・シュルーズベリー出身の元サッカー選手。元イングランド代表。現役時代のポジションはゴールキーパー。

## クラブ経歴

### マンチェスター・シティ
2003年から地元のシュルーズベリー・タウンFCでキャリアをスタートした。シュルーズベリーでの活躍の後、2006年夏に約150万ポンドでディビッド・ジェームスの後釜としてマンチェスター・シティFCに移籍した。レンタル移籍でのプレーやイングランドU-19とU-21代表での活躍から2007-08シーズン前にスヴェン＝ゴラン・エリクソン監督に印象を与え、アンドレーアス・イサクソンとカスパー・シュマイケルを差し置いてレギュラーに抜擢された。続く2008-09シーズンからは背番号を1番に変更したが、不安定なパフォーマンスが続き、2009年冬の移籍市場においてニューカッスル・ユナイテッドFCから加入したアイルランド代表のシェイ・ギヴンにレギュラーを奪われた。
シーズン終了後の2009年6月24日に、プレミアリーグ昇格を果たしたバーミンガム・シティFCへレンタル移籍。降格候補筆頭とも言われたバーミンガムで12試合無敗を達成するなどシーズンを通して安定したプレーをみせ、クラブの9位躍進に貢献。PFA年間ベストイレブンにも選出された。
バーミンガムでの活躍が評価されシティに復帰すると、2010-11シーズン開幕戦のトッテナム・ホットスパーFC戦では、ギヴンに代わってスタメンに選ばれた。この試合で好セーブを披露し無失点で試合を終えたことをきっかけに正GKの座を掴むと、リーグ戦全38試合に出場し、リーグ最多の18のクリーンシートを記録した。ギヴンがアストン・ヴィラFCへ移籍した2011-12シーズンも全38試合出場でリーグ最少の29失点と安定した守備をみせ、44年ぶりのリーグ優勝に貢献した。2013-14シーズンの中盤には調子を落とし、一時はコステル・パンティリモンに正GKの座を奪われたが、カップ戦の出場から調子と信頼を取り戻し、レギュラー復帰後は安定した守備を見せチームの王座奪還に貢献した。2014年12月19日、マンチェスター・シティとの契約を2019年まで延長した。しかし、2016年に監督に就任したジョゼップ・グアルディオラはGKの足元の技術を重視し、監督の古巣のFCバルセロナからGKクラウディオ・ブラーボが加入すると、2016-17シーズンの開幕3試合をベンチで過ごした。

### イタリア・イングランド復帰
2016年8月31日、出場機会確保のためイタリア・セリエAのトリノFCへ1年契約でレンタル移籍。1929年にセリエAがイタリア全土で開催されるようになって以来、イングランド人GKがセリエAでプレーするのは初めての例となった。2016年9月11日のアタランタBC戦でイタリアデビューを果たしたものの、自身のミスもあり1-2で試合に敗れた。その後もたびたびミスを見せ、安定感のなさを指摘されたが、シーズン終了までゴールマウスを守り抜き36試合に出場。シーズン終了後にレンタル契約満了で退団した。
2017年7月18日、ウェストハム・ユナイテッドFCへレンタル移籍することが発表された。8月17日に行われた開幕戦のマンチェスター・ユナイテッドFC戦で初出場を果たしレギュラーを確保。しかし、12月3日に行われたマンチェスター・シティFC戦にて、契約条項によって出場が不可能なハートの代わりに出場した第2GKのアドリアンが好セーブを連発し、以降はアドリアンに正GKの座を譲ることとなった。
マンチェスター・シティへのレンタルバック後もグアルディオラ監督の考えは変わらなかったため、ハートは完全移籍でクラブを退団することを望んだ。2018年8月7日、バーンリーFCへ完全移籍することが発表され、レンタル期間を含めて12年間在籍したマンチェスター・シティを退団した。契約は2年間。ニック・ポープの負傷に伴い正守護神を任されたが、ウェストハム時代と続いてやはりパフォーマンスは不安定だった。第20節から2年前の正守護神であるトム・ヒートンがスタメンに返り咲き、ハートは第2GKに序列を下げた。そのままシーズン終了までヒートンがゴールマウスを守った。
2019-20シーズンはポープが復帰し、ハートはベンチ要員が続き、同シーズン終了後に契約満了で退団した。
2020年8月18日、トッテナム・ホットスパーFCに加入し、2022年までの契約を締結した。加入直後から第2GKとしてELグループステージなどに出場。トッテナムの決勝トーナメント進出に貢献した。しかし、ELラウンド16のNKディナモ・ザグレブ戦の2ndレグに控えGKとして同行したが、チームは逆転敗退し、その試合直後に自身のインスタグラムにて"Job Done."(任務完了)などと投稿しファンの反感を買った。これは彼のソーシャルメディアスタッフのミスであり、翌朝に投稿された動画内でハート自身が説明・謝罪を行なう羽目になった。

### セルティック
2021年8月3日、セルティックFCに加入し、3年契約を締結した。
2024年2月22日、シーズン終了後に現役を引退することを表明した。

## 代表経歴
イングランドU-19、U-21代表を経て、2008年6月1日のトリニダード・トバゴ戦でイングランド代表初キャップを記録。3-0での勝利に貢献した。以降は代表に定着するもロバート・グリーン、デイヴィッド・ジェイムズの両ベテランの前に出場機会に恵まれず2010 FIFAワールドカップでは第3GKに選出されたが出番なしに終わった。
UEFA EURO 2012では全試合に出場。グループリーグを首位で通過し、準々決勝のイタリア戦では120分をスコアレスドローで終える好守を披露したが、アンドレア・ピルロにチップキックを決められ、PK戦に敗れた。
2012年11月14日にフレンズ・アレーナでこけら落としとして行われたスウェーデンとの国際親善試合では、試合終了間際にハートがペナルティエリア外へ飛び出してヘディングでクリアしたボールを、この日すでにハットトリックを達成していたズラタン・イブラヒモビッチにバイシクルキックで合わせられ4点目を許した。なおこのゴールでイブラヒモビッチは2013年のFIFAプスカシュ賞を受賞した。
2014 FIFAワールドカップでは全3試合に出場するも5失点を喫し、チームはグループリーグで敗退した。続くUEFA EURO 2016では、グループ最少失点となる2失点で抑えグループリーグを突破したが、ラウンド16のアイスランド戦で敗れ、大会を去った。
2018 FIFAワールドカップのヨーロッパ予選では、2016年10月のスロベニア戦を始めチームが低調な時期にもビッグセーブを連発し、予選突破に貢献したが、本大会直前にクラブでポジションを失っていたこともあり、メンバーから落選した。

## 個人成績
| 国内大会個人成績 | 国内大会個人成績       | 国内大会個人成績 | 国内大会個人成績 | 国内大会個人成績 | 国内大会個人成績 | 国内大会個人成績 | 国内大会個人成績 | 国内大会個人成績 | 国内大会個人成績 | 国内大会個人成績 | 国内大会個人成績 |
| 年度             | クラブ                 | 背番号           | リーグ           | リーグ戦         | リーグ戦         | リーグ杯         | リーグ杯         | オープン杯       | オープン杯       | 期間通算         | 期間通算         |
| 年度             | クラブ                 | 背番号           | リーグ           | 出場             | 得点             | 出場             | 得点             | 出場             | 得点             | 出場             | 得点             |
| イングランド     | イングランド           | イングランド     | イングランド     | リーグ戦         | リーグ戦         | FLカップ         | FLカップ         | FAカップ         | FAカップ         | 期間通算         | 期間通算         |
| ---------------- | ---------------------- | ---------------- | ---------------- | ---------------- | ---------------- | ---------------- | ---------------- | ---------------- | ---------------- | ---------------- | ---------------- |
| 2003-04          | シュルーズベリー       | -                | 4部              | 2                | 0                |                  |                  |                  |                  | 2                | 0                |
| 2004-05          | シュルーズベリー       | -                | 4部              | 6                | 0                |                  |                  |                  |                  | 6                | 0                |
| 2005-06          | シュルーズベリー       | -                | 4部              | 46               | 0                |                  |                  |                  |                  | 46               | 0                |
| 2006-07          | マンチェスター・シティ | 25               | プレミア         | 1                | 0                | 0                | 0                | 0                | 0                | 1                | 0                |
| 2006-07          | トレンメア             | -                | 3部              | 6                | 0                | 0                | 0                | 0                | 0                | 6                | 0                |
| 2006-07          | ブラックプール         | -                | 2部              | 5                | 0                | 0                | 0                | 0                | 0                | 5                | 0                |
| 2007-08          | マンチェスター・シティ | 25               | プレミア         | 26               | 0                | 3                | 0                | 3                | 0                | 32               | 0                |
| 2008-09          | マンチェスター・シティ | 1                | プレミア         | 23               | 0                | 0                | 0                | 1                | 0                | 24               | 0                |
| 2009-10          | バーミンガム           | 25               | プレミア         | 36               | 0                | 0                | 0                | 5                | 0                | 41               | 0                |
| 2010-11          | マンチェスター・シティ | 25               | プレミア         | 38               | 0                | 0                | 0                | 8                | 0                | 46               | 0                |
| 2011-12          | マンチェスター・シティ | 25               | プレミア         | 38               | 0                | 2                | 0                | 0                | 0                | 40               | 0                |
| 2012-13          | マンチェスター・シティ | 1                | プレミア         | 38               | 0                | 0                | 0                | 1                | 0                | 39               | 0                |
| 2013-14          | マンチェスター・シティ | 1                | プレミア         | 31               | 0                | 1                | 0                | 0                | 0                | 32               | 0                |
| 2014-15          | マンチェスター・シティ | 1                | プレミア         | 36               | 0                | 0                | 0                | 0                | 0                | 36               | 0                |
| 2015-16          | マンチェスター・シティ | 1                | プレミア         | 35               | 0                | 0                | 0                | 0                | 0                | 35               | 0                |
| 通算             | イングランド           | イングランド     | プレミア         | 302              | 0                | 6                | 0                | 18               | 0                | 326              | 0                |
| 総通算           | 総通算                 | 総通算           | 総通算           | 367              | 0                | 6                | 0                | 18               | 0                | 391              | 0                |

## 代表歴

### 出場大会
- U-21イングランド代表
  - 2007年 - UEFA U-21欧州選手権2007（ベスト4）
  - 2009年 - UEFA U-21欧州選手権2009（準優勝）
- イングランド代表
  - 2010年 - 2010 FIFAワールドカップ（ベスト16）
  - 2012年 - UEFA EURO 2012（ベスト8）
  - 2014年 - 2014 FIFAワールドカップ（グループリーグ敗退）
  - 2016年 - UEFA EURO 2016（ベスト16）

### 試合数
- 国際Aマッチ 75試合 0得点（2008年-2017年）[23]

| イングランド代表 | 国際Aマッチ | 国際Aマッチ |
| 年               | 出場        | 得点        |
| ---------------- | ----------- | ----------- |
| 2008             | 1           | 0           |
| 2010             | 6           | 0           |
| 2011             | 9           | 0           |
| 2012             | 11          | 0           |
| 2013             | 11          | 0           |
| 2014             | 10          | 0           |
| 2015             | 9           | 0           |
| 2016             | 11          | 0           |
| 2017             | 7           | 0           |
| 通算             | 75          | 0           |

## タイトル

### クラブ
マンチェスター・シティFC
- プレミアリーグ：2回 (2011-12, 2013-14)
- FAカップ：1回 (2010-11)
- フットボールリーグカップ：2回 (2013-14, 2015-16)
- FAコミュニティ・シールド：2回 (2012, 2018)

セルティックFC
- スコティッシュ・プレミアシップ：3回 (2021-22, 2022-23, 2023-24)
- スコティッシュカップ：2回 (2022-23, 2023-24)
- スコティッシュリーグカップ：2回 (2021-22, 2022-23)

### 個人
- プレミアリーグ・ゴールデングローブ：4回 (2010-11, 2011-12, 2012-13, 2014-15)
- プレミアリーグPFA年間ベストイレブン：2回 (2009-10, 2011-12)
- フットボールリーグ2PFA年間ベストイレブン：1回 (2005-06)
- バーミンガム・シティFC年間最優秀選手賞：1回 (2009-10)
- マンチェスター・シティFC パフォーマンス・オブ・ザ・シーズン：1回 (2010-11)
- FAカップ2010-2011 プレーヤー・オブ・ザ・ラウンド：1回 (セミファイナル)